# De situ Iapygiae
Il De situ Iapygiae è un'opera geografica, redatta all'inizio del Cinquecento da Antonio De Ferrariis, descrittiva della Iapigia, corrispondente grosso modo all'attuale Salento (odierne provincie di Lecce, Taranto e Brindisi). Questa relazione era stata richiesta all'umanista salentino dal conte di Cariati Giovan Battista Spinelli (un potente politico del viceregno di Napoli appena conquistato dagli Spagnoli), affinché il nuovo sovrano Ferdinando il Cattolico potesse avere un quadro di conoscenza adeguato sui nuovi domini.
La sua importanza storica consiste nel fatto che l'autore essendo nato e vissuto in provincia di Lecce racconta tutto ciò che ha visto di persona confrontandolo con analoghe opere di Plinio il Vecchio o di Strabone e Tolomeo.
L'itinerario parte da Taranto e termina a Nardò dopo aver toccato prima tutte le località di mare e poi quelle interne secondo i modelli classici.
Quando dispone di fonti attendibili rievoca le vicende storiche più importanti sia antiche che recenti. Di Gallipoli, città greca che galleggia come una padella sullo Ionio, narra l'eroica resistenza contro Carlo I d'Angiò nel 1269 e contro i veneti invasori nel 1484. Dopo Ugento, Leuca e Castro narra dell'eccidio di Otranto nell'agosto 1480. Dai Laghi Alimini a Roca e a San Cataldo il cui molo fu costruito da Maria d'Enghien e poi a Brindisi.
All'interno si va da Oria a Manduria a Rudiae e si arriva a Lecce circondata da orti, vigneti ed olivi. Dopo Soleto, Galatina, Muro Leccese si va a Vaste e Ugento per terminare a Galatone e Nardò.
L'opera, che fu scritta tra il 1510 e il 1511, può definirsi la più antica guida del Salento. Fu pubblicata la prima volta a Basilea a cura del marchese Giovanni Bernardino Bonifacio nel 1553 (subito ristampata nel 1558).

## Edizioni
- De situ Iapygiae, Basileae per Petrum Pernam, 1553.
- Liber de situ Iapygiae, a cura di Pietro Antonio De Magistris, Neapoli, ex typographia Dominici Maccarani, 1624.
- Descrizione cronologico-topografica della penisola Giapigia tradotta dall'idioma latino nell'italiano dal canonico Giancamillo Frezza, Lecce, Del Vecchio, 1853, SBN BRI0208671.
- Del sito della Iapigia. Epistola diretta al chiarissimo Gio. Battista Spinelli conte di Cariati, voltata dal latino all'idioma italiano da Vincenzo Dolce, Napoli, Stamperia di Gaetano Rusconi, 1853, SBN SBL0481667.
- La Iapigia. Itinerari e luoghi dell'antico Salento, a cura di Vittorio Zacchino, traduzione di Gabriella Miccoli, Lecce, Editrice Messapica, 1975, SBN SBL0594386.
- De situ Iapygiae, a cura di Vittorio Zacchino, traduzione di Nicola Biffi, Edizioni dal Sud, Modugno, 2001.
- La Iapigia (Liber de situ Iapygiae), introduzione, testo, traduzione e note a cura di Domenico Defilippis; prefazione di Francesco Tateo, Congedo, Galatina, 2005.